# Jorge Nuno Silva

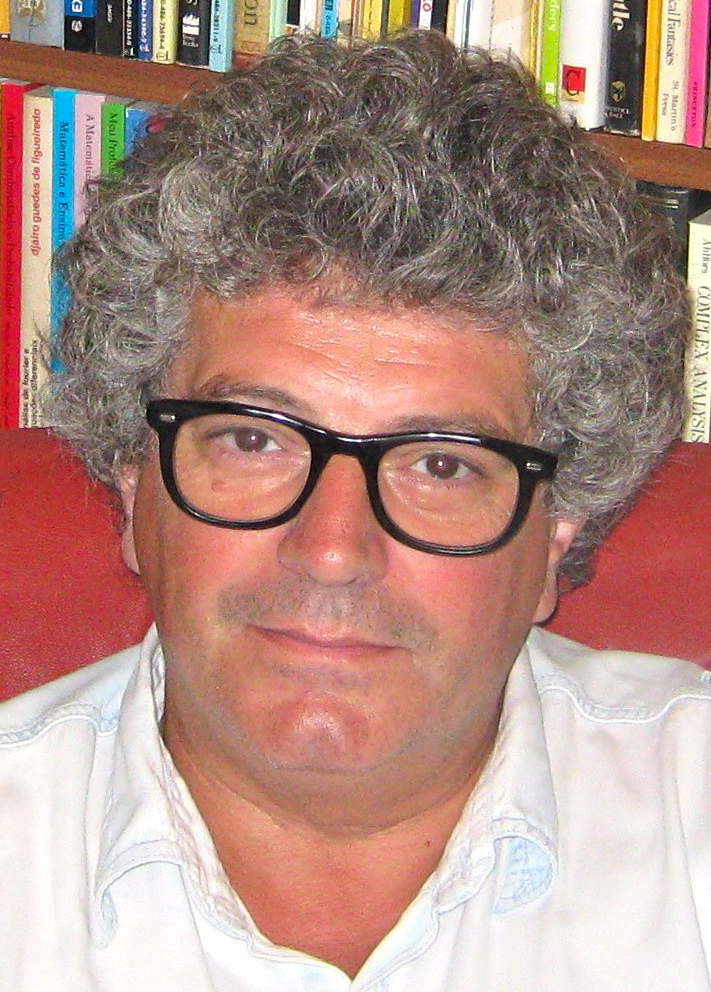
Jorge Nuno Silva

Jorge Nuno Silva (nacido en 1956) es un matemático portugués que enseñó en la Universidad de Lisboa, desde 1995 y se jubiló en 2023. Sus intereses abarcan la pedagogía de las matemáticas, la historia de las matemáticas, la historia de los juegos de mesa, los juegos matemáticos y las matemáticas recreativas. Es editor jefe de Revista de Matemáticas Recreativas y Board Game Studies Journal.

## Educación
En 1974, Silva completó sus estudios secundarios en el Liceo Nacional de Viana do Castelo. Posteriormente, en 1976/77, se matriculó en la Facultad de Medicina de la Universidad de Lisboa. En 1983, obtuvo su Licenciatura en Matemáticas Puras en la Facultad de Ciencias de la Universidad de Lisboa (FCUL). En 1994 obtuvo un doctorado en la Universidad de California, Berkeley con la disertación "Algunas notas sobre la teoría de los espacios de Hilbert de funciones analíticas en el disco unitario" bajo la dirección de doctorado Donald Erik Sarason.

## Enseñanza
Desde 1995 hasta su jubilación en abril de 2023 fue profesor en la Universidad de Lisboa. Primero en el Departamento de Matemáticas (1995-2006), y luego en el Departamento de Historia y Filosofía de la Ciencia (2006-2023).
Es formador de profesores de la Associação Ludus y de la Sociedad Portuguesa de Matemática.

## Promoción de matemáticas
En 1998, Silva escribió "Berkley Problems of Mathematics", un compendio de problemas que los candidatos a doctorado utilizan ampliamente como referencia. Es presidente de la Asociación Ludus (Associação Ludus), una organización para popularizar la cultura y la historia de las matemáticas. Es miembro del Centro Interuniversitário de História das Ciências e da Tecnologia (CIUHCT)
Silva ha estado involucrado en esfuerzos para popularizar las matemáticas en todo el mundo. En una entrevista de 2009, afirmó su filosofía rectora: "Las matemáticas son, por su propia naturaleza, el puro placer de pensar, y lo mismo ocurre con los juegos de mesa. Hay una falta de actividades desafiantes en nuestra cultura occidental. Los juegos pueden cerrar esta brecha. Hay muchas interrelaciones entre matemáticas, historia y cultura." En una entrevista con Diário de Notícias dijo: "Un día se inventará un gran juego para enseñar Matemáticas y el mundo cambiará".
Silva es cofundador del Circo Matemático que, desde su fundación en 2011, ha recorrido más de una docena de países en cuatro continentes promoviendo la popularización de las matemáticas.
En Portugal ha tenido un enorme impacto en las matemáticas en la educación pública y aparece a menudo en Rádio e Televisão de Portugal (RTP) como experto en juegos.

## Libros
- 2013: Mathematical Games, Abstract Games (with Joao Neto), Dover Puzzle Books (19201398), ISBN 0486499901
- 2013: O Livro de Jogos de Afonso X, o Sábio, Apenas 2013, ISBN 978-989-618-421-6
- 2017: Proceedings of the Board Game Studies Colloquium (2017), ISBN 1977599338[14]
- 2022: As Loterias Lisbonenses (1834) de Francisco António Marques Giraldes Barba, 2a edição, Ludus 2022, ISBN 979-883-7880902
- 2022: Tratado da Prática de Aritmética (1519) de Gaspar Nicolas. FCG 2022 (with Pedro Freitas), ISBN 978-972-31-1646-5

## Papers
- "Konane has infinite nim-dimension" (with Carlos Pereira dos Santos) Integers: Electronic Journal of Combinatorial Number Theory, January 2008[11]
- "On Mathematical Games", The British Journal for the History of Mathematics: Bulletin 26 (2), (2011)
- "Composition Operators on a Local Dirichlet Space", (with D Sarason), J. Ana. Math. 87, 433-450
- Breakfast with John Horton Conway, Newsletter of the European Mathematical Society 57, September 2005, pp. 32–34.
- Mathematical games in Europe around the year 1000, Gerbertus, Vol I, 2010, pp. 205–217
- Martin Gardner (1914-2010), Newsletter of the European Mathematical Society 79, March 2011, pp. 21–23
- Mathematics of Soccer, Recreational Mathematics Magazine 1, 2014 (with Alda Carvalho and Carlos Santos) http://rmm.ludus-opuscula.org/Home/ArticleDetails/92
- A very mathematical card trick, Recreational Mathematics Magazine 2, September 2014, pp. 41–52 (with Carlos Santos and Pedro Duarte)
- Nimbers in Partizan Games, Games of No Chance 4, R.J. Nowakowski (Ed.), MSRI Publications Series, Vol 63, 215–223, 2015 (with Carlos Santos)
- Allégorie de la Géométrie. A Mathematical Interpretation, Recreational Mathematics Magazine. Volume 3, Issue 5, Pages 33–45, ISSN (Online) 2182-1976, DOI: 10.1515/rmm-2016-0003, April 2016 (with Alda Carvalho and Carlos Pereira dos Santos)
- Measuring Drama in Goose-like Games, Board Game Studies Journal. Volume 10, Issue 1, Pages 101–119, ISSN (Online) 2183-3311, DOI: 10.1515/bgs-2016-0005, September 2016 (with João Pedro Neto)
- The geometer dog who did not know calculus, in The College Mathematics Journal, Vol. 48(5), November 2017 (with Alda Carvalho and Carlos Pereira dos Santos)
- Measuring Drama in Snakes & Ladders, in Game & Puzzle Design, vol. 3, no. 2, 2017, pp. 56–63. (with João Pedro Neto)
- Foundations of Digital Archæoludology, 31 de mayo de 2019 (with Cameron Browne et al.) http://arxiv.org/abs/1905.13516
- Mathematical Treasure: Gaspar Nicolas’s Tratado da Prática D’arismetyca, Convergence, MAA, July 2021, url: shorturl.at/afjHZ
- Playing Symmetries. Portuguese Sidewalks, in Symmetry: Art and Science | 12th SIS-Symmetry Congress [Special Issue]. Viana, V., Nagy, D., Xavier, J., Neiva, A., Ginoulhiac, M., Mateus, L. & Varela, P. (Eds.). Symmetry: Art and Science. Porto: International Society for the Interdisciplinary Study of Symmetry, 2022. (with Carvalho, A., Santos, C., Teixeira, T.)
- The Recreational Problems of Tratado de Prática Darysmetica by Gaspar Nicolas, 1519, Research in History and Philosophy of Mathematics (the CSHPM 2021 volume) 2023, pp. 47–56. (with Pedro Freitas)
- The Loterias Lisbonenses of Francisco Giraldes Barba, in British Journal for the History of Mathematics, 2023 DOI: https://doi.org/10.1080/26375451.2023.2258331 (with Pedro Freitas)